# Pierre Courboulès
Pierre Courboulès, francoski general, * 1884, † 1975.